# Fons van Katwijk
Alphonsus Wilhelmus Franciscus "Fons" van Katwijk (nascido em 1 de dezembro de 1951) é um ex-ciclista de estrada holandês, profissional entre 1976 e 1987. Competiu nos Jogos Olímpicos de Montreal 1976 e terminou em 17º na prova de 100 km contrarrelógio por equipes. Venceu o Flèche du Sud (1971) e etapas individuais do Tour de Olympia, Volta a Espanha (1978), Étoile de Bessèges (1979) e Volta aos Países Baixos (1983).
Seus irmãos, Piet e Jan, sobrinho Alain e filha Nathalie também foram ciclistas profissionais.

## Palmarés
1976
- 2 etapas no Tour de Olympia

1977
- Vuelta a Aragón

1978
- 2 etapas na Volta a Espanha

1983
- 1 etapa na Volta aos Países Baixos